# Everett Howard Hunt
Everett Howard Hunt Jr. (Hamburg, 9 ottobre 1918 – Miami, 23 gennaio 2007) è stato un agente segreto e scrittore statunitense.
Dal 1949 al 1970, Hunt prestò servizio come funzionario della CIA, in particolare fu attivo nel coinvolgimento degli Stati Uniti d'America nei cambiamenti di regime nell'America Latina, compresi il Colpo di Stato in Guatemala del 1954 e il tentativo d'invasione di Cuba alla baia dei Porci. Secondo G. Gordon Liddy e Frank Sturgis, Hunt fu uno dei cosiddetti "plumbers" della presidenza di Richard Nixon, un gruppo di agenti operativi incaricato di identificare le possibili fonti di informazioni considerate pericolose per il governo.
Insieme a Gordon Liddy, Hunt progettò il furto con scasso nel complesso Watergate e altre operazioni clandestine per conto dell'amministrazione Nixon. A seguito dello Scandalo Watergate, Hunt fu condannato per furto con scasso, associazione per delinquere e intercettazione e rimase per questo 33 mesi in prigione. Dopo il suo rilascio egli visse dapprima in Messico e poi in Florida, ove rimase fino alla morte.

## Biografia

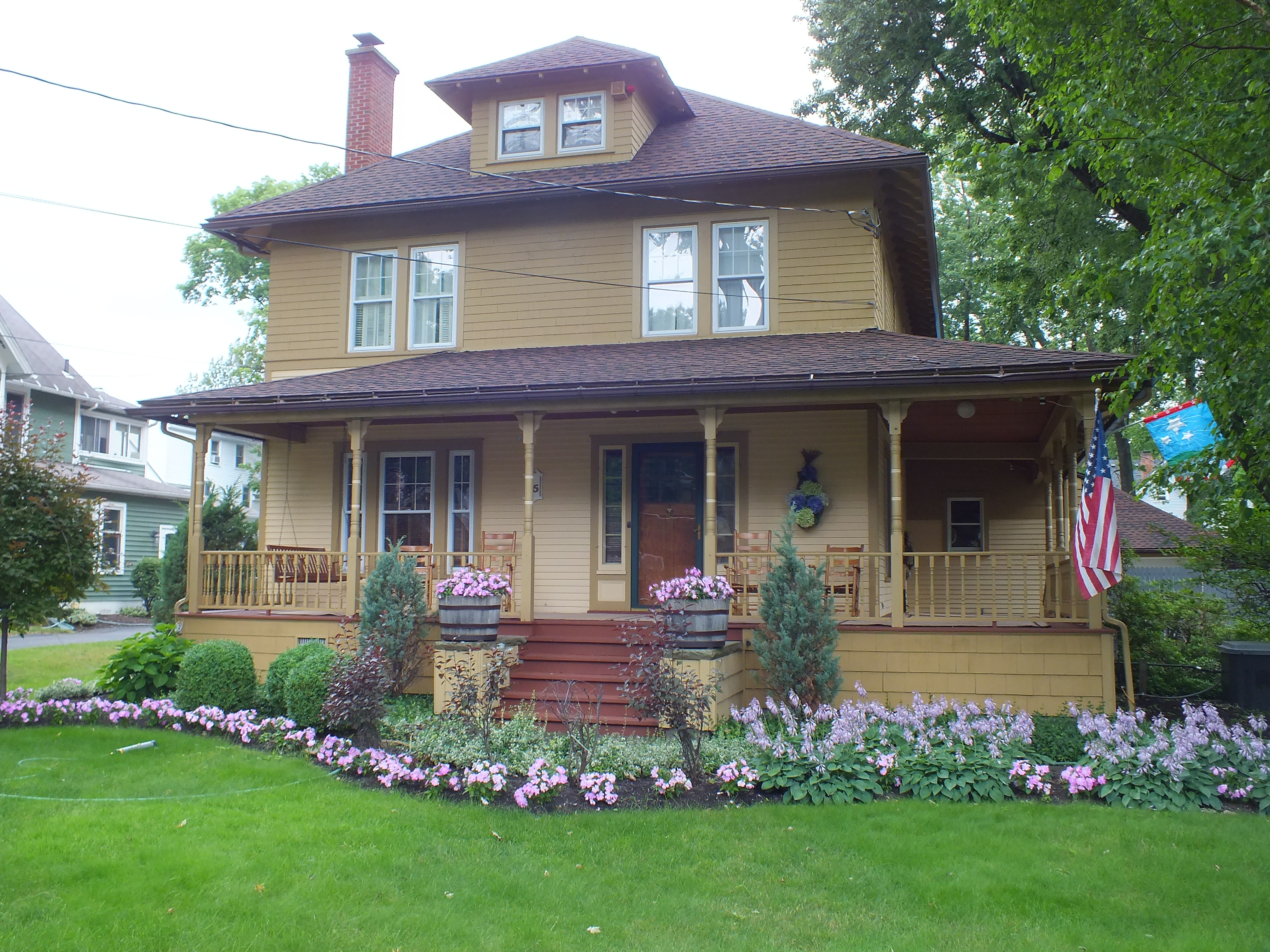
Casa natale di E. Howard Hunt

Hunt nacque ad Hamburg nello stato di New York,, figlio di Ethel Jean (Totterdale) e di Everette Howard Hunt Sr., un avvocato e funzionario del Partito Repubblicano. Si diplomò nel 1936 nel liceo Hamburg di New York e poi alla Università Brown  di Providence nel 1940. Durante la seconda guerra mondiale, Hunt prestò servizio nella Marina militare statunitense, imbarcato sul cacciatorpediniere USS Mayo, poi nell'Aeronautica militare e infine nell'OSS, il precursore della CIA, in Cina.

### Autore
Hunt è stato un autore prolifico, avendo pubblicato nella sua vita ben 73 libri. Durante e dopo la guerra scrisse parecchi romanzi sotto il proprio nome, tra i quali East of Farewell (1942), Limit of Darkness (1944), Stranger in Town (1947), Bimini Run (1949), e The Violent Ones (1950). Scrisse anche romanzi di spionaggio e hardboiled sotto vari pseudonimi, tra i quali Robert Dietrich, Gordon Davis, David St. John e P. S. Donoghue. Hunt vinse anche il premio Guggenheim Fellowship per le sue opere nel 1946. Qualcuno ha trovato dei paralleli tra i suoi scritti e le sue esperienze di spionaggio e del Watergate. Egli continuò la sua carriera di scrittore dopo essere stato scarcerato, pubblicando quasi venti opere di spionaggio tra il 1980 e il 2000.

### CIA
Poco dopo la fine della seconda guerra mondiale l'OSS fu smantellata. La successiva emergenza della guerra fredda e la mancanza di un'organizzazione centrale di intelligence determinò la creazione della CIA. La Warner Bros. aveva appena acquistato i diritti del romanzo di Hunt Bimini Run, quando questi, nell'ottobre 1949, entrò a far parte dell'Ufficio di Coordinamento Politico della CIA. Egli fu assegnato come ufficiale per azioni sotto copertura, specializzato in attività e influenze politiche in quello che verrà poi chiamato Divisione Attività Speciali.

Secondo David Talbot, 
()

#### Messico, Guatemala, Giappone, Uruguay e Cuba
Hunt divenne capo della stazione OPC a Città del Messico nel 1950, e reclutò e sovrintese a William Buckley, che lavorava nella stazione OPC di Hunt in Messico nel periodo 1951–1952. Buckley e Hunt rimasero amici per tutta la vita e Buckley divenne padrino del primo dei tre figli di Hunt.
In Messico, Hunt collaborò a impostare l'operazione PBFortune, successivamente ridenominata Operazione PBSuccess, la riuscita operazione "coperta" per rovesciare Jacobo Árbenz, il presidente del Guatemala democraticamente eletto.
Hunt fu assegnato Capo delle Operazioni coperte in Giappone. Successivamente prestò servizio come capo della stazione in Uruguay (dove egli fu notato dal diplomatico Samuel F. Hart, per i suoi controversi metodi di azione).  Hunt avrebbe successivamente affermato:
()
A Hunt fu successivamente affidato il compito di formare negli Stati Uniti i capi cubani in esilio come rappresentanti idonei di un governo in esilio che avrebbe, dopo l'Invasione della baia dei Porci, formato uno stato fantoccio pro-Stati Uniti, con l'intenzione di prendere Cuba.
Il fallimento dell'invasione danneggiò temporaneamente la sua carriera.
Hunt fu innegabilmente amareggiato per quel che egli percepiva dalla mancanza di incarico da parte del Presidente John F. Kennedy per l'attacco a e il rovesciamento del governo cubano. Nella sua semi-romanzata autobiografia, Give Us This Day, egli scrisse:
(Everett Howard Hunt, Give Us This Day)

#### Assistente esecutivo del DCI Allen Dulles
Nel 1959 Hunt aiutò il Direttore della CIA Allen W. Dulles a scrivere The Craft of Intelligence. Negli anni successivi Hunt fondò la Brigata 2506, un gruppo di esuli cubani sponsorizzato dalla CIA e costituito per tentare il rovesciamento per via militare del governo cubano di Fidel Castro. Egli realizzò l'abortita invasione della baia dei Porci, con lo sbarco a Cuba il 17 aprile 1961. Dopo questo fiasco, Hunt fu riassegnato alla carica di assistente esecutivo di Dulles.

#### Altre attività
Dopo che il Presidente John F. Kennedy ebbe silurato Dulles nel 1961 per il fallimento della Baia dei Porci, Hunt prestò servizio come primo Capo delle operazioni sotto copertura per la Domestic Operations Division (DODS) dal 1962 al 1964.
Hunt dichiarò al The New York Times nel 1974 che egli aveva speso circa quattro anni lavorando per il DODS, incominciando poco dopo che era stato insediato dall'amministrazione Kennedy nel 1962, con la strenua opposizione di Richard Helms e Thomas H. Karamessines. Egli disse che la divisione fu messa insieme poco dopo l'operazione della Baia dei Porci e che "molti uomini coinvolti in questo fallimento furono trasferiti in nuove unità nazionali". Egli affermò inoltre che alcuni dei suoi progetti dal 1962 al 1966, che avevano ampiamente a che fare con sussidi e manipolazioni di notizie e organizzazioni editrici negli USA "parevano violare gli scopi del loro atto costitutivo".
Nel 1964, il Director of Central Intelligence (DCI) John A. McCone indirizzò Hunt ad assumere uno speciale incarico come agente con copertura non ufficiale a Madrid (Spagna), con il compito di creare la risposta americana alla serie di romanzi di Ian Fleming con l'agente del Servizio Segreto Britannico James Bond. Una volta assegnato alla Spagna, Hunt ebbe la copertura come funzionario dell'Ufficio Estero del Dipartimento di Stato degli Stati Uniti, che aveva trasferito la propria famiglia in Spagna per scrivere la prima bozza dei 9 romanzi delle serie di Peter Ward, On Hazardous Duty (1965).
Dopo un anno e mezzo in Spagna Hunt ritornò al suo incarico nel DODS. 
Dopo un breve mandato presso lo Special Activities Staff della Divisione Europea dell'Ovest, divenne Capo delle Azioni Coperte per la regione (rimanendo tuttavia la sua sede nell'area metropolitana di Washington) nel luglio 1968. Hunt venne elogiato per la sua "sagacia, equilibrio e immaginazione", e ricevette la seconda più alta qualifica di Forte (che significava "prestazione… caratterizzata da eccezionale competenza") in un esame delle prestazioni da parte del Capo Divisione delle Operazioni nell'aprile 1969. Comunque ciò fu ridotto al terzo maggior grado di Adeguatezza in un emendamento del Vice Capo della Divisione, che riconobbe la "vasta esperienza" di Hunt ma obiettò che "una serie di problemi personali e fiscali" aveva "teso a rendere più smussato il suo taglio." Hunt successivamente avrebbe sostenuto che lui "era stato stigmatizzato per l'episodio della Baia dei Porci", ed era giunto alla conclusione che egli "non sarebbe stato promosso troppo in alto."
In questi anni finali del servizio prestato da Hunt per la CIA, egli iniziò a coltivare nuovi contatti nel "mondo della società e degli affari". Mentre prestava servizio come Vicepresidente del Club della Brown University di Washington, egli fece amicizia e iniziò un forte legame con il presidente dell'organizzazione, già assistente congressionale Charles Colson, che presto incominciò a lavorare per la campagna presidenziale di Richard Nixon. Hunt lasciò la CIA con il grado di GS-15, Step 8 il 30 aprile 1970.
Dopo il ritiro dalla CIA, Hunt trascurò di creare un fondo pensione per la moglie. Nell'aprile 1971 chiese di rimediare a questa decisione ma ebbe un rifiuto dall'Agenzia. Il 5 maggio 1972, con una lettera al Consigliere Generale della CIA Lawrence Houston, Hunt adombrò la possibilità di tornare al servizio attivo per un breve periodo in cambio dell'attivazione del fondo per il suo proposto secondo ritiro in quiescenza. Houston replicò nella sua risposta del 16 maggio che ciò "sarebbe stata una violazione dello spirito della Legge della CIA sul pensionamento".
Subito dopo il suo ritiro, egli andò a lavorare per la Robert R. Mullen Company, che collaborava con la CIA; H. R. Haldeman, Capo di gabinetto della Casa Bianca durante la Presidenza Nixon, scrisse nel 1978 che la Mullen Company era di fatto una società di facciata della CIA, fatto che era apparentemente ignoto ad Haldeman mentre questi lavorava presso la Casa Bianca. Con il progetto della CIA QKENCHANT, Hunt ottenne un'approvazione coperta di sicurezza per trattare gli affari della ditta durante l'assenza di Mullen da Washington.

### Servizio presso la Casa Bianca
In 1971, Hunt fu assunto come consulente da Charles Colson, direttore dell'Ufficio Pubbliche Relazioni di Nixon, ed entrò nell'Unità Speciale Investigativa della Casa Bianca, specializzata in sabotaggi politici.
Il primo incarico di Hunt per la Casa Bianca fu un'operazione "coperta" per introdursi clandestinamente nell'Ufficio di Los Angeles dello psichiatra di Daniel Ellsberg, Lewis J. Fielding. Nel luglio 1971, Fielding aveva respinto la richiesta del FBI relativa ai dati psichiatrici di Ellsberg. Hunt e Liddy esaminarono l'edificio nel tardo agosto. L'accesso fraudolento ebbe luogo il 3 settembre 1971 e non fu scoperto, ma non fu trovato alcun archivio riguardante Ellsberg.
Anche nell'estate del 1971, Colson autorizzò Hunt ad andare nella Nuova Inghilterra per cercare informazioni potenzialmente scandalose sul senatore Ted Kennedy, riguardanti in modo particolare l'incidente di Chappaquiddick e gli eventuali rapporti extra-coniugali di Kennedy. Hunt cercò ed utilizzò travestimenti e altri mezzi della CIA per il progetto. Questa missione infine si rivelò un fallimento, con poche o nulle informazioni utili scoperte da Hunt.
I compiti di Hunt presso la Casa Bianca comprendevano anche opere di disinformazione relative a omicidi. 
Nel settembre 1971, Hunt falsificò e offrì alla rivista Life due telegrammi top-secret del Dipartimento di Stato degli Stati Uniti d'America realizzati per dimostrare che il Presidente Kennedy aveva personalmente e specificatamente ordinato l'assassinio del Presidente del Vietnam del Sud Ngo Dinh Diem e di suo fratello Ngô Đình Nhu, durante il colpo di stato del 1963 nel Vietnam del Sud. Hunt disse al Comitato Watergate del Senato degli Stati Uniti nel 1973 che egli aveva "fabbricato" i telegrammi per mostrare un collegamento tra il Presidente Kennedy e l'assassinio di Diem, un cattolico, per sottrarre i voti dei Cattolici al Partito Democratico.
Nel 1972, Hunt e Liddy furono parte di un complotto per assassinare il giornalista Jack Anderson, su ordine di Colson. Nixon nutriva avversione verso Anderson poiché durante le elezioni presidenziali del 1960 Anderson aveva pubblicato una storia che riguardava un prestito segreto di Howard Hughes al fratello di Nixon che Nixon ritenne fosse stato il motivo per cui egli perse quelle elezioni. Hunt e Liddy incontrarono un operativo CIA e discussero come assassinare Anderson, compresi il cospargere il volante dell'auto di Anderson di LSD per drogarlo e provocare un incidente mortale, avvelenare il suo boccettino di aspirina e organizzare una rapina con omicidio. Il complotto non si realizzò mai poiché Hunt e Liddy furono arrestati per il loro coinvolgimento nello scandalo Watergate più avanti in quell'anno.

#### Lo scandalo Watergate
Secondo Seymour Hersh, che scriveva sul The New Yorker, i nastri di Nixon alla Casa Bianca mostrano che dopo la sparatoria contro il candidato presidenziale George Wallace del 15 maggio 1972, Nixon e Colson concordarono di mandare Hunt nella casa del criminale Arthur Bremer, nel Milwaukee, per piazzare colà la campagna presidenziale di McGovern. L'intenzione era di collegare Bremer con i Democratici. Hersh scrisse che, in una conversazione registrata, 
(Seymour Hersh)
Hunt comunque non fece il viaggio poiché l'FBI si era mosso troppo velocemente, sigillando l'appartamento di Bremer e mettendolo sotto il controllo della polizia.
Hunt organizzò la costituzione del Comitato nazionale democratico nel fabbricato per uffici Watergate. Hunt e il collega operativo G. Gordon Liddy, insieme ai cinque scassinatori arrestati nel Watergate, furono incriminati per reati di competenza federale tre mesi dopo.
Hunt esercitò pressioni sulla Casa Bianca e sul Comitato per la Rielezione del Presidente al fine di ottenere pagamenti in contanti per coprire le spese legali, dare sostegno finanziario alla famiglia e le spese personali e dei suoi compagni scassinatori. Figure-chiave di Nixon, compreso Haldeman, Charles Colson, Herbert W. Kalmbach, John Mitchell, Fred LaRue, e John Dean finirono immischiati negli schemi di ricompensa e cospicui ammontari di denaro furono passati a Hunt e ai suoi complici per tentare di assicurarsi il loro silenzio al processo, dichiarandosi colpevoli per evitare le domande dell'accusa e oltre. Mezzi di comunicazione tenaci, tra i quali il The Washington Post e il The New York Times, alla fine utilizzarono il giornalismo investigativo per svelare il sistema di finanziamento e pubblicarono parecchi articoli che provavano che si era all'inizio della fine dell'insabbiamento. La pubblica accusa sfruttò le rivelazioni giornalistiche. Hunt pure fece pressioni su Colson, Dean e John Ehrlichman, affinché chiedessero a Nixon che si adoperasse per la clemenza nelle sentenze e infine il perdono presidenziale per sé e per i suoi amiconi; questo alla fine favorì l'implicazione e l'intrappolamento di quelli che stavano più in alto.
Hunt fu condannato da 30 mesi a 8 anni di carcere, e trascorse 33 mesi in prigione presso il Complesso Federale Correzionale di Allenwood e la prigione federale a minima sicurezza presso la base dell'Aeronautica militare di Eglin, in Florida, giungendo in quest'ultima il 25 aprile 1975. Mentre era ad Allenwood, egli patì un infarto di media gravità.

## Dichiarazioni di cospirazione di JFK
Hunt sostenne la conclusione della Commissione Warren che Lee Harvey Oswald avesse agito da solo nell'Assassinio di John Fitzgerald Kennedy.

### Dichiarazioni preliminari: Hunt come uno deithree tramps

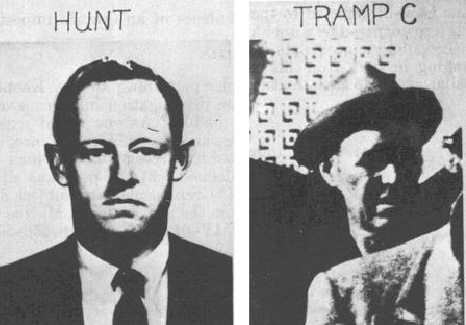
E. Howard Hunt e uno dei three tramps arrestati dopo l'assassinio del Presidente Kennedy.

The Dallas Morning News, il Dallas Times Herald, e il Fort Worth Star-Telegram fotografarono tre senzatetto scortati dalla polizia vicino al Texas School Book Depository poco dopo l'assassinio di Kennedy. Gli uomini più tardi divennero noti come i three tramps. Secondo Vincent Bugliosi, affermazioni che questi uomini fossero coinvolti in una cospirazione ebbe origine dal teorizzatore Richard E. Sprague, che compilò le fotografie nel 1966 e nel 1967, e successivamente le girò a Jim Garrison durante la sua indagine su Clay Shaw.
Comparendo in una udienza pubblica il 31 dicembre 1968, l'episodio di The Tonight Show, Garrison mostrò una fotografia dei tre e suggerì che essi fossero stati coinvolti in un omicidio.. Più avanti, nel 1974, gli investigatori di omicidi Alan J. Weberman e Michael Canfield confrontarono le fotografie degli uomini a coloro che essi sospettavano fossero coinvolti in una cospirazione e dissero che due degli uomini erano gli scassinatori del Watergate, E. Howard Hunt e Frank Sturgis. Il comico e attivista dei diritti civili Dick Gregory contribuì a portare l'attenzione dei media nazionali sulle dichiarazioni contro Hunt e Sturgis nel 1975 dopo aver ottenuto il confronto fotografico da Weberman e Canfield. Subito dopo Gregory tenne una conferenza stampa che ricevette una considerevole attenzione e le sue accuse furono riportate sui periodici Rolling Stone e Newsweek.
La Commissione Rockefeller riferì nel 1975 che essi indagavano sulla dichiarazione che Hunt e Sturgis, su incarico della CIA, parteciparono all'assassinio di Kennedy. Il rapporto finale di quella commissione stabilì che testimoni che asserirono che i "derelitti" avevano una somiglianza a Hunt o Sturgis "non pareva avessero alcuna caratteristica nell'identificazione della fotografia oltre al fatto di essere quella di un qualunque uomo medio". Il loro rapporto stabilì anche che l'agente FBI, un "esperto riconosciuto a livello nazionale nella identificazione tramite foto e in analisi delle fotografie" insieme al laboratorio fotografico dello FBI, aveva concluso dal confronto delle fotografie che nessuna delle persone [della foto] era Hunt o Sturgis. Nel 1979, la Commissione scelta della Camera dei Deputati sui casi di assassinio riferì che antropologi forensi avevano già analizzato e confrontato le fotografie dei "vagabondi" con quelle di Hunt e Sturgis, come con quelle di Thomas Vallee, Daniel Carswell e Fred Lee Chrisman. Secondo il Comitato, solo Chrisman assomigliava a qualcuno dei vagabondi, ma appurò che egli il giorno dell'assassinio non era sulla Dealey Plaza.
Nel 1992, la giornalista Mary La Fontaine scoprì il 22 novembre 1963 registrazioni dell'arresto che il Dipartimento di Polizia di Dallas aveva rilasciato nel 1989, che citavano i tre uomini quali Gus W. Abrams, Harold Doyle e John F. Gedney. Secondo i rapporti sull'arresto i tre uomini  "furono portati fuori da un box per auto sulla strada subito dopo che spararono al Presidente Kennedy", detenuti come "prigionieri per indagini", descritti come disoccupati che passavano per Dallas, quindi rilasciati quattro giorni dopo.

### Compulsive SpyeCoup d'Etat in America
Nel 1973, Viking Press pubblicò il libro di Tad Szulc sulla carriera di Hunt intitolato Compulsive Spy. Szulc, un ex corrispondente del The New York Times, sostenne da fonti non identificate della CIA che Hunt, lavorando con Rolando Cubela Secades, ebbe un ruolo nel coordinamento per l'assassinio di Castro per una seconda invasione abortita di Cuba. In un passaggio, egli ha anche sostenuto che Hunt era il capo operativo della stazione CIA a Città del Messico nel 1963, mentre vi si trovava Lee Harvey Oswald. Szulc scrisse: As I mentioned above, Hunt spent August and September 1963 in Città del Messico in charge of the CIA station there. (it.: Come ho citato sopra, Hunt trascorse agosto e settembre 1963 a Città del Messico al comando della locale stazione CIA)
Il rapporto del giugno 1975 della Commissione Rockefeller stabilì che essi investigarono sulle dichiarazioni che la CIA, Hunt compreso, può aver avuto contatto con Oswald o con Jack Ruby. Secondo la Commissione, un "testimone testimoniò che E. Howard Hunt era a capo della stazione CIA a Città del Messico nel 1963, il che implica che egli "avrebbe potuto" aver avuto contatti con Oswald quando questi visitò Città del Messico nel settembre 1963." Il loro rapporto stabilì che non vi era "credibile evidenza" di un coinvolgimento della CIA nell'assassinio e notò: "Mai [Hunt] fu a capo, o agente in tale qualità, di una sede a Città del Messico della CIA".
Pubblicato nell'autunno del 1975, dopo il rapporto della Commissione Rockefeller, il libro di Weberman e Canfield Coup d'Etat in America reiterò le dichiarazioni di Szulc. Weberman e Canfield scrissero: "Secondo l'ex giornalista di Times, Tad Szulc, Howard Hunt fu proprio il capo della stazione CIA a Città del Messico in agosto–settembre 1963". Nel luglio 1976, Hunt intraprese una causa per diffamazione da $2.5 milioni di dollari contro gli autori, come contro gli editori. Secondo Ellis Rubin, pubblico accusatore di Hunt che intentò la causa davanti alla Corte federale di Miami, il libro affermava che Hunt aveva preso parte agli assassinii di Kennedy e di Martin Luther King Jr.
Come parte della sua causa, Hunt iniziò un'azione legale presso la Corte distrettuale del distretto Orientale della Virginia nel settembre 1978, chiedendo che Szulc fosse accusato per oltraggio alla Corte qualora si fosse rifiutato di rivelare le sue fonti. Tre mesi prima, Szulc affermò in una deposizione che egli si rifiutava di rivelare le sue fonti in base al "segreto professionale sulle fonti" e al "privilegio dei giornalisti ". Rubin affermò che la conoscenza delle fonti dell'affermazione che Hunt si trovava a Città del Messico nel 1963 era importante per il passaggio "è ciò che ognuno usa come autorità…egli è citato in ogni scritto su E. Howard Hunt". Egli aggiunse che alle dicerie che Hunt fosse coinvolto nell'assassinio di Kennedy si sarebbe potuto porre fine se le fonti di Szulc fossero state rivelate. Dato che Hunt non aveva fornito sufficienti motivi per superare i diritti di Protezioni delle Fonti secondo il primo Emendamento, il giudice del Distretto Albert Vickers Bryan Jr. emise la sua sentenza in favore di Szulc.

### Causa per diffamazione: Liberty Lobby e loSpotlight
Il 3 novembre 1978, Hunt fornì una deposizione riservata per il Comitato sugli Assassinii. Egli negò di essere stato a conoscenza di qualsiasi cospirazione per uccidere Kennedy. (L'Assassination Records Review Board (ARRB) rese pubblica la deposizione nel febbraio 1996.) Due articoli di giornale pubblicati pochi mesi prima della deposizione sostenevano che un memorandum del 1966 della CIA, che collegava Hunt all'assassinio del Presidente Kennedy, era stato recentemente fornito dallo HSCA. Il primo articolo, di Victor Marchetti – autore del libro book The CIA and the Cult of Intelligence (1974) – comparve sul giornale della Liberty Lobby, The Spotlight il 14 agosto 1978. Secondo Marchetti, il memo che diceva in sostanza "Un giorno dovremo spiegare la presenza di Hunt a Dallas il 22 novembre 1963." Egli scrisse anche che Hunt, Frank Sturgis e Gerry Patrick Hemming erano implicati nella cospirazione per uccidere John F. Kennedy.
Un secondo articolo, a cura di Joseph J. Trento e Jacquie Powers, comparve sei giorni dopo nella edizione domenicale di The News Journal, Wilmington, nel Delaware.
Esso sosteneva che il preteso memo fosse stato iniziato da Richard Helms e James Angleton e mostrò che, poco dopo che Helms e Angleton furono promossi alla loro elevata posizione nella CIA, essi discussero il fatto che Hunt era a Dallas il giorno dell'assassinio e che la sua presenza colà doveva essere tenuta segreta. Comunque nessuno era stato in grado di esibire questo supposto memo, e il Presidente della Commissione presidenziale sulle attività della CIA negli Stati Uniti dimostrò che Hunt era stato presente a Washington il giorno dell'assassinio.
Hunt fece causa a Liberty Lobby – ma non al Sunday News Journal – per diffamazione. Liberty Lobby sostenne, in questo primo procedimento, che il presunto coinvolgimento di Hunt nell'assassinio non sarebbe stato contestato. Hunt prevalse e gli fu riconosciuto un risarcimento per danni di $650 000. Nel 1983, comunque, il giudizio fu ribaltato in appello a causa di errori nella costituzione della giuria. In un secondo processo, svoltosi nel 1985, lo scrittore Mark Lane pose il problema di dove si trovasse Hunt il giorno dell'assassinio di Kennedy. Lane difese con successo la Liberty Lobby producendo evidenze che suggerivano che Hunt era stato a Dallas. Egli utilizzò le deposizioni di David Atlee Phillips, Richard Helms, G. Gordon Liddy, Stansfield Turner e Marita Lorenz, più un interrogatorio di Hunt. Nel nuovo processo la giuria emise un verdetto a favore della Liberty Lobby. Lane sostenne di aver convinto la giuria che Hunt era stato uno dei cospiratori nell'assassinio di JFK, ma qualche giurato, che fu intervistato dai media, disse che essi avevano rigettato la teoria della cospirazione e giudicato il caso (in base alle istruzioni del giudice) sul fatto che l'articolo fosse stato pubblicato con "incosciente dispregio della verità." Lane sottolineò questa teoria circa i ruoli di Hunt e della CIA nell'assassinio di Kennedy in un libro del 1991, Plausible Denial.

### Archivio Mitrokhin
L’ex archivista del KGB Vasili Mitrokhin indicò che nel 1999 Hunt fu fatto parte di una teoria cospirativa creata ad arte e divulgata da un programma sovietico di misure operative appositamente adottate per screditare la CIA e gli Stati Uniti. Secondo Mitrokhin, il KGB creò una falsa lettera da Oswald a Hunt implicando così che i due uomini fossero collegati fra loro come cospiratori, quindi ne inviò copie a "tre dei più attivi patiti di cospirazioni" nel 1975. Mitrokhin indicò che le fotocopie erano accompagnate da una falsa lettera di fonte anonima, sostenendo che l'originale era stato al Direttore dello FBI Clarence M. Kelley ed era apparentemente stata eliminata.

### "Confessione sul letto di morte" sul coinvolgimento nell'assassinio di Kennedy
Dopo la morte di Hunt, Howard St. John Hunt e David Hunt sostennero che il loro padre aveva registrato numerose affermazioni su sé stesso e altri coinvolti in una cospirazione per assassinare il Presidente John F. Kennedy. Furono fatte registrazioni di note e audio. Il 5 aprile 2007, numero di Rolling Stone, St. John Hunt elencò un numero di individui che riteneva implicati dal padre, tra cui Lyndon B. Johnson, Cord Meyer, David Atlee Phillips, Frank Sturgis, David Morales, Antonio Veciana, William Harvey e un assassino che egli chiamò French gunman grassy knoll che molti presumono sia Lucien Sarti.  I due figli sostennero che il loro padre "tagliò" le informazioni dalle sue memorie per evitare possibili incriminazioni per spergiuro. Secondo la vedova di Hunt e altri figli, i due fratelli approfittarono della perdita di lucidità di Hunt per sfruttarlo a scopi di denaro e successivamente falsificarono le supposte confessioni di Hunt. Il Los Angeles Times disse di aver esaminato il materiale offerto dai figli a supporto della storia e averlo trovato  "inconcludente".

## Memorie:American Spy: La mia storia segreta nella CIA, nel Watergate e oltre
Nel 1974 pubblicó  Undercover: memoirs of an American secret agent. 
Una seconda memoria di Hunt, American Spy: My Secret History in the CIA, Watergate, and Beyond, fu scritta dal ghost-writer Greg Aunapu e pubblicata da John Wiley & Sons nel marzo 2007. Secondo l'Hunt scrittore, egli avrebbe inteso scrivere un aggiornamento alla sua autobiografia del 1974 Undercover e aggiungervi un supplemento con riflessioni post-9/11, ma quando si immerse nel progetto era troppo ammalato per continuare.
Ciò suggerì a John Wiley & Sons di cercare un ghost writer che scrivesse il libro nella sua integrità. Secondo St. John Hunt, fu lui a suggerire al padre l'idea di una memoria per rivelare ciò che egli sapeva sull'assassinio di Kennedy ma la Hunt Literary Estate la rifiutò come calunniosa.
La premessa ad American Spy fu scritta da William F. Buckley Jr. A Buckley, fu richiesto tramite un intermediario di scrivere l'introduzione ma declinò dopo aver scoperto che il manoscritto conteneva materiale "che proponeva trasgressioni del più grande ordine, compreso il suggerimento che Lyndon B. Johnson poteva aver avuto un ruolo nel complotto per assassinare Presidente Kennedy." Egli stabilì che l'opera era certamente scritta da un ghost writer ma infine accettò di scrivere un'introduzione mettendo a fuoco la sua antica amicizia con Hunt, dopo aver ricevuto un manoscritto rivisto ed emendato.
Publishers Weekly chiamò American Spy una "ariosa, impenitente memoria" e lo descrisse come una "memoria nostalgica [che] scava nuova terra in un campo già affollato". Tim Rutten, del Los Angeles Times, disse che si trattava di un'"amara e autocommiserante memoria" e che "offre un resoconto piuttosto standardizzato di come gli uomini della sua generazione vengano coinvolti in attività di intelligence".  Riferendosi al titolo del libro, Tim Weiner del The New York Times scrisse: «American Spy è presentata come una secret history, un doppio travisamento. Non vi sono veri segreti in questo libro. Come storia è una fandonia». Weiner disse che l'analisi da parte dell'autore dell'assassinio di Kennedy era il punto debole del libro, segnalando che Hunt pretendeva di prendere sul serio le varie teorie della cospirazione, comprese quelle del coinvolgimento del Presidente Johnson. Egli concluse la sua critica descrivendolo come un'opera "nella lunga tradizione di sciocchezze" e "un libro da evitare". Joseph C. Goulden del The Washington Times lo descrisse come una "vera confusione di libro" e liquidò le dichiarazioni di Hunt contro Johnson come "fantasie". Goulden riassunse la sua critica: "Io adesso vorrei non aver letto questo patetico libro. Evitatelo."
Scrivendo per il The Christian Science Monitor, Daniel Schorr disse "Hunt racconta gran parte della sua avventura del Watergate piuttosto direttamente".
In contrasto con questa opinione, James Rosen del Politico descrisse i capitoli relativi allo scandalo Watergate come i "più problematici" e: "Vi sono numerosi errori fattuali – nomi mal scritti, date errate, partecipanti-fantasma alle riunioni, ordini dati fittizi – e gli autori non si indirizzano sostanzialmente mai, si soffermano solo per abbassarsi scolasticamente all'ampia letteratura che è nata negli ultimi due decenni per spiegare il mistero centrale del Watergate." La critica di Rosen non fu totalmente negativa ed egli sostenne che il libro "ha successo nel portare il lettore oltre le caricature e le teorie di cospirazioni per preservare il valido ricordo di Hunt com'egli in realtà era: un patriota appassionato, impegnato partecipante alla guerra fredda, amante del buon cibo, vino e donne; incurabile intrigante, maliziosamente arguto e superbo narratore di barzellette."
Dennis Lythgoe di Deseret News disse "lo stile narrativo è goffo e spesso imbarazzante", ma che "il libro nel suo complesso è uno sguardo affascinante nella mente di uno delle maggiori figure del Watergate". In National Review, Mark Riebling apprezzò American Spy come "la sola autobiografia che conosca la quale esprime convincentemente ciò che era simile a essere una spia americana". Il redattore del The Boston Globe, Martin Nolan lo definì "ammirevole e importante" e disse che Hunt "presenta una vivace versione tabloid degli anni '70". Secondo Nolan: 
"È la migliore descrizione momento-per-momento del 17 giugno 1972, scasso del quartier generale del Comitato Nazionale Democratico, che io abbia letto."

## Vita privata

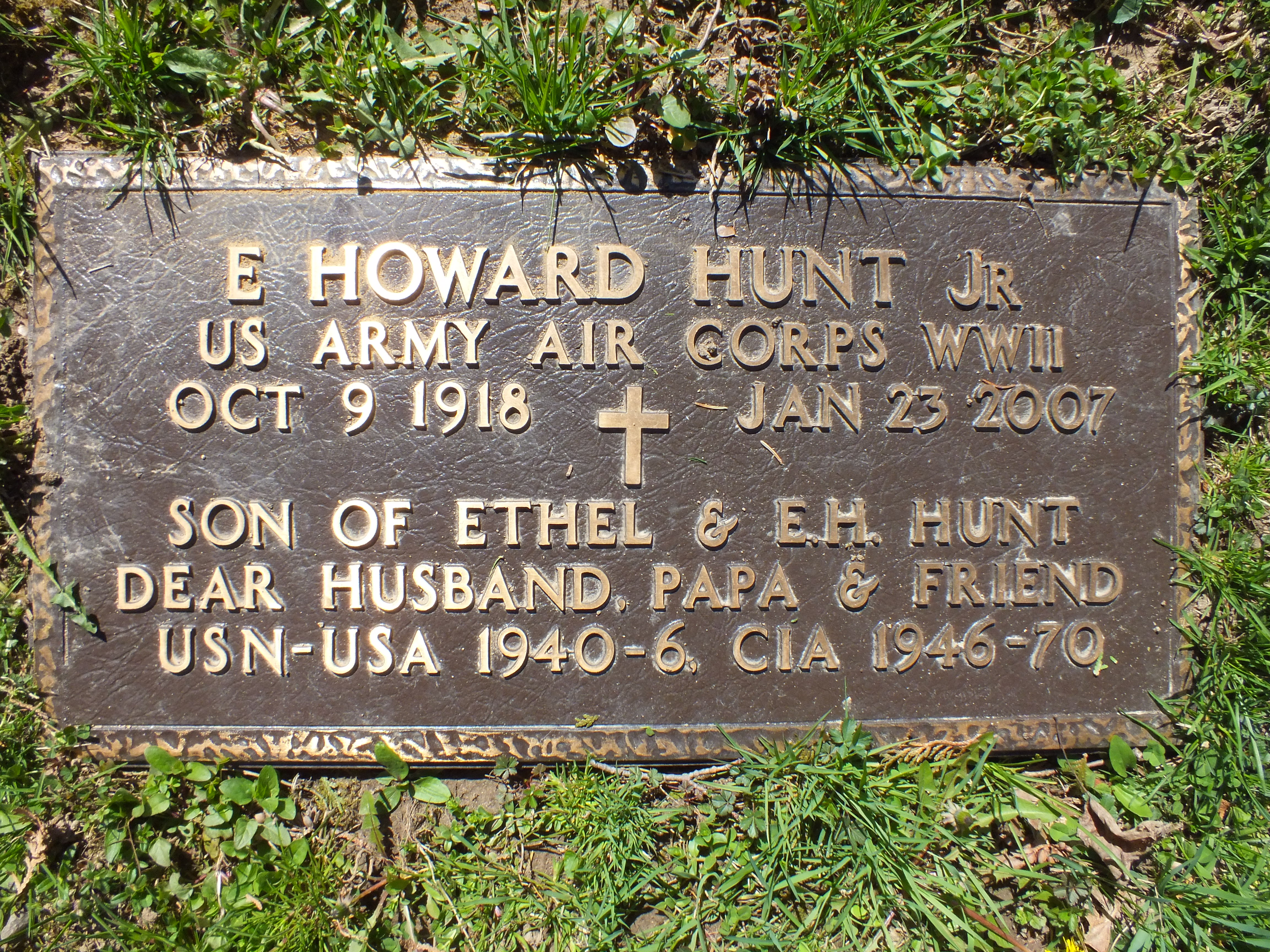
Lapide in Hamburg, NY

La prima moglie di Hunt, Dorothy, morì in un incidente aereo l'8 dicembre 1972 sul volo United Airlines 553 a Chicago. Il Congresso degli Stati Uniti, l'FBI e il National Transportation Safety Board (NTSB) indagarono sull'incidente concludendo che esso era stato causato accidentalmente da un errore dell'equipaggio. Oltre $10 000 in contanti furono rinvenuti nel bagaglio a mano di Dorothy Hunt.
Hunt successivamente sposò in seconde nozze l'insegnante Laura Martin, dalla quale ebbe altri due figli, Austin e Hollis. Dopo la sua scarcerazione, lui e Laura si trasferirono a Guadalajara, in Messico, ove vissero per cinque anni, dopo di che rientrarono negli Stati Uniti, ove si stabilirono a Miami, in Florida.
Il 23 gennaio 2007 Hunt morì di polmonite a Miami. La sua salma fu seppellita nella città natale di Hamburg, New York.

## Neimedia
Un racconto romanzato sul ruolo di Hunt nell'operazione Invasione della baia dei Porci compare nel romanzo del 1991 di Norman Mailer Harlot's Ghost. Hunt fu interpretato da Ed Harris nel film biografico Nixon. Nel film del 2019  The Irishman, Hunt fu interpretato dall'attore di teatro Daniel Jenkins. Il giornalista canadese David Giammarco intervistò Hunt per il numero di dicembre 2000 della rivista Cigar Aficionado. Hunt più avanti scrisse la prefazione al libro di Giammarco For Your Eyes Only: Behind the Scenes of the James Bond Films (ECW Press, 2002).

## Libri

### Saggi
- Give Us This Day: The Inside Story of the CIA and the Bay of Pigs Invasion – by One of Its Key Organizers (1973)
- Undercover: memoirs of an American secret agent / by E. Howard Hunt (1974)
- For Your Eyes Only: Behind the Scenes of the James Bond Films / by David Giammarco; prefazione di E. Howard Hunt (2002)
- American spy: my secret history in the CIA, Watergate, and beyond,  E. Howard Hunt; with Greg Aunapu; prefazione di William F. Buckley Jr. (2007)

### Romanzi pubblicati come Howard Hunt o E. Howard Hunt
- East of Farewell (1942)
- Limit of darkness, a novel by Howard Hunt (1944)
- Stranger in town (1947)
- Calculated risk: a play / by Howard Hunt (1948)
- Maelstrom / Howard Hunt (1948)
- Bimini run / by Howard Hunt (1949)
- The Violent Ones (1950)
- Berlin ending; a novel of discovery (1973)
- Hargrave deception / E. Howard Hunt (1980)
- Gaza intercept / E. Howard Hunt (1981)
- Cozumel / E. Howard Hunt (1985)
- Kremlin conspiracy / E. Howard Hunt (1985)
- Guadalajara / E. Howard Hunt (1990)
- Murder in State / E. Howard Hunt (1990)
- Body count / E. Howard Hunt (1992)
- Chinese Red / by E. Howard Hunt (1992)
- Mazatlán / E. Howard Hunt (1993) (in copertina l'ex pseudonimo P. S. Donoghue)
- Ixtapa / E. Howard Hunt (1994)
- Islamorada / E. Howard Hunt (1995)
- Paris edge / E. Howard Hunt (1995)
- Izmir / E. Howard Hunt (1996)
- Dragon teeth: a novel / by E. Howard Hunt (1997)
- Guilty knowledge / E. Howard Hunt (1999)
- Sonora / E. Howard Hunt (2000)

### Come Robert Dietrich
- Cheat (1954)
- One for the Road (1954)
- Be My Victim (1956)
- Murder on the rocks: an original novel (1957)
- House on Q Street (1959)
- Murder on Her Mind (1960)
- End of a Stripper (1960)
- Mistress to Murder (1960)
- Calypso Caper (1961)
- Angel Eyes (1961)
- Curtains for a Lover (1962)
- My Body (1962)

### Come P. S. Donoghue
- Dublin Affair (1988)
- Sarkov Confession: a novel (1989)
- Evil Time (1992)

### Come David St. John
- Festival for Spies
- The Towers of Silence
- Return from Vorkuta (1965)
- The Venus Probe (1966)
- On Hazardous Duty (1966)
- One of Our Agents is Missing (1967)
- Mongol Mask (1968)
- Sorcerers (1969)
- Diabolus (1971)
- Coven (1972)

### Come Gordon Davis
- I Came to Kill (1953)
- House Dick (1961)
- Counterfeit Kill (1963)
- Ring Around Rosy (1964)
- Where Murder Waits (1965)

### Come John Baxter
- A Foreign Affair (1954)